# Pallamano ai II Giochi olimpici giovanili estivi
Il torneo di pallamano dei II Giochi olimpici giovanili estivi si è svolto nel Jiangning Sports Center di Nanchino dal 20 al 25 agosto 2014.

## Qualificazioni
Squadre qualificate:
Maschili
- Slovenia
- Norvegia
- Qatar
- Egitto
- Tunisia
- Brasile

Femminili
- Cina
- Svezia
- Russia
- Corea del Sud
- Angola
- Brasile

## Podi
| Evento               | Oro           | Argento | Bronzo   |
| Maschile (dettagli)  | Slovenia      | Egitto  | Norvegia |
| Femminile (dettagli) | Corea del Sud | Russia  | Svezia   |